# Agrostis uhligii
Agrostis uhligii é uma espécie de gramínea do gênero Agrostis, pertencente à família Poaceae.